# Pilníkov
Pilníkov település Csehországban, Trutnovi járásban. Pilníkov Vlčice, Vítězná, Staré Buky, Hajnice, Trutnov és Chotěvice településekkel határos. Lakosainak száma 1206 fő (2024. január 1.).

## Népesség
A település lakosságának változását az alábbi diagram mutatja:
| Lakosok száma | 1829 | 1870 | 1724 | 1208 | 1159 | 1064 | 1246 | 1269 | 1209 | 1206 |
|               | 1869 | 1890 | 1921 | 1950 | 1980 | 2001 | 2017 | 2019 | 2022 | 2024 |